# Dichomeris trisignella
Dichomeris trisignella is een vlinder uit de familie van de tastermotten (Gelechiidae). De wetenschappelijke naam van de soort is voor het eerst geldig gepubliceerd in 1960 door Janse.